# Hibiscus hildebrandtii
Hibiscus hildebrandtii är en malvaväxtart som beskrevs av Thomas Archibald Sprague och Hutchinson. Hibiscus hildebrandtii ingår i Hibiskussläktet som ingår i familjen malvaväxter. Inga underarter finns listade i Catalogue of Life.